# 青木二郎
青木 二郎（あおき じろう、1974年 - ）は、日本のアートディレクター。

## 経歴
神奈川県生まれ。多摩美術大学美術学部グラフィックデザイン学科卒業。アサツー ディ・ケイを経て、2010年７月「株式会社ハツメイ」設立。2010年、経済産業省主催プロジェクト「JAPAN DESIGN +」参加。JAGDA会員。

## 主な受賞
- NY ADC , SILVER  2010
- ONE SHOW DESIGN , GOLD  2009
- LONDON INTERNATIONAL AWARDS , BRONZE  2009
- CANNES LIONS DESIGN , FINALIST 2009
- SPIKES ASIA DESIGN , BRONZE  2009
- ACC  CM , SILVER  2009
- NY ADC , DISTINCTIVE MERIT　2006
- NY ADC , MERIT　2006

## 参考
- 「アートディレクターの仕事と作品」（「ブレーン」2010年10月号p67-69／宣伝会議／2010.9.1）
- 「広告クリエーター“粒選り”50人」（「NIKKEI DESIGN」2005年10月号p54-55／日経BP社／2005.9.24）